# Новоивановский сельский округ (Московская область)
Новоивановский сельский округ — упразднённая административно-территориальная единица, существовавшая на территории Одинцовского района Московской области в 1994—2006 годах.
Новоивановский сельсовет был образован в первые годы советской власти. По данным 1924 года он входил в состав Козловской волости Московского уезда Московской губернии.
23 ноября 1925 года из Новоивановского с/с был выделен Марфинский с/с.
В 1926 году Новоивановский с/с включал село Новоивановское и совхоз Красная Заря.
В 1929 году Новоивановский сельсовет вошёл в состав Кунцевского района Московского округа Московской области. При этом к нему был присоединён Марфинский с/с.
14 июня 1954 года к Новоивановскому с/с был присоединён Немчиновский сельсовет.
28 июля 1960 года в связи с упразднением Кунцевского района Новоивановский с/с был передан в Красногорский район.
1 февраля 1963 года Красногорский район был упразднён и Новоивановский с/с вошёл в Звенигородский сельский район. 11 января 1965 года Новоивановский с/с был передан в новый Одинцовский район.
3 февраля 1994 года Новоивановский с/с был преобразован в Новоивановский сельский округ.
9 августа 2004 года посёлок Заречье Новоивановского с/о был преобразован в рабочий посёлок и выведен из состава Новоивановского с/о. Одновременно центр Новоивановского с/о посёлок НИИ сельского хозяйства «Немчиновка» был присоединён к деревне Новоивановское, которая при этом была преобразована в рабочий посёлок и выведена из состава сельского округа.
В ходе муниципальной реформы 2004—2005 годов Новоивановский сельский округ прекратил своё существование как муниципальная единица. При этом все его населённые пункты были переданы в городское поселение Новоивановское.
29 ноября 2006 года Новоивановский сельский округ исключён из учётных данных административно-территориальных и территориальных единиц Московской области.